# Mulcent
Mulcent ist eine Gemeinde im französischen Département Yvelines in der Île-de-France. Sie gehört zum Kanton Bonnières-sur-Seine (bis 2015 Kanton Houdan) im Arrondissement Mantes-la-Jolie. Sie grenzt im Nordwesten an Montchauvet, im Norden an Courgent, im Osten an Septeuil, im Südosten an Prunay-le-Temple, im Süden an Orvilliers und im Südwesten an Civry-la-Forêt. Die Bewohner nennen sich Mulcentois oder Mulcentoises.

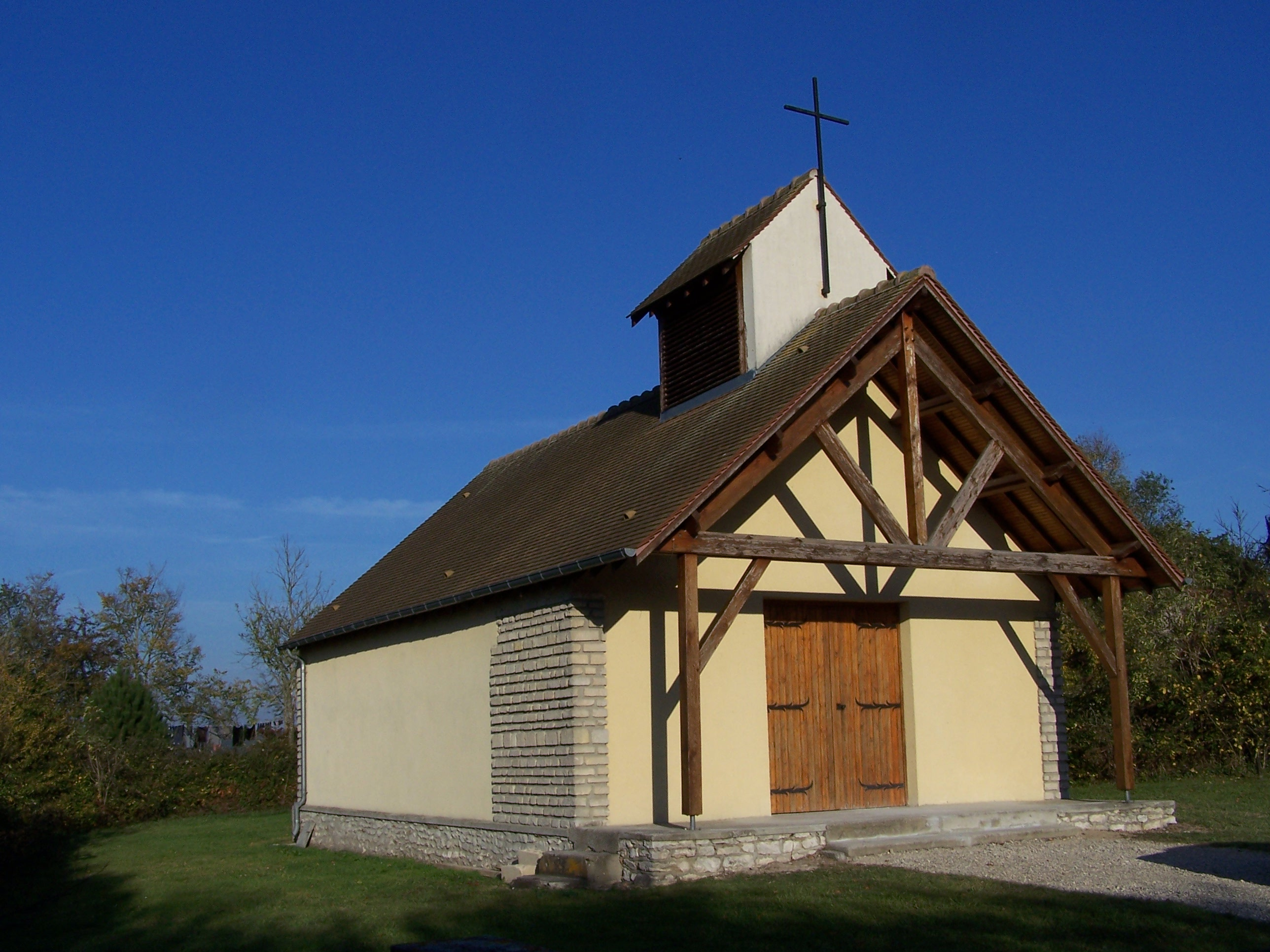
Kirche Saint-Étienne

## Bevölkerungsentwicklung
| Jahr      | 1962 | 1968 | 1975 | 1982 | 1990 | 1999 | 2008 | 2014 |
| --------- | ---- | ---- | ---- | ---- | ---- | ---- | ---- | ---- |
| Einwohner | 43   | 49   | 39   | 50   | 53   | 71   | 99   | 97   |